# 壮锦献给毛主席
《壮锦献给毛主席》是黄坤南、韦世文于1970年代早期创作的民乐合奏曲。全曲为热烈欢快的复三段曲式：第一段主要以合奏象征壮族人载歌载舞；第二段先以马骨胡主奏，然后由胡琴等其他民族乐器伴奏，抒发感情；第三段基本是重复第一段的主题。1979年收入广西人民出版社出版的同名器乐合奏曲集。